# Ctenopelma latigaster
Ctenopelma latigaster är en stekelart som beskrevs av Barron 1981. Ctenopelma latigaster ingår i släktet Ctenopelma och familjen brokparasitsteklar. Inga underarter finns listade i Catalogue of Life.